# Hausberg (Pirna)
Die Hausberggemeinde ist eine historische Vorstadt von Pirna, der Kreisstadt des Landkreises Sächsische Schweiz-Osterzgebirge.

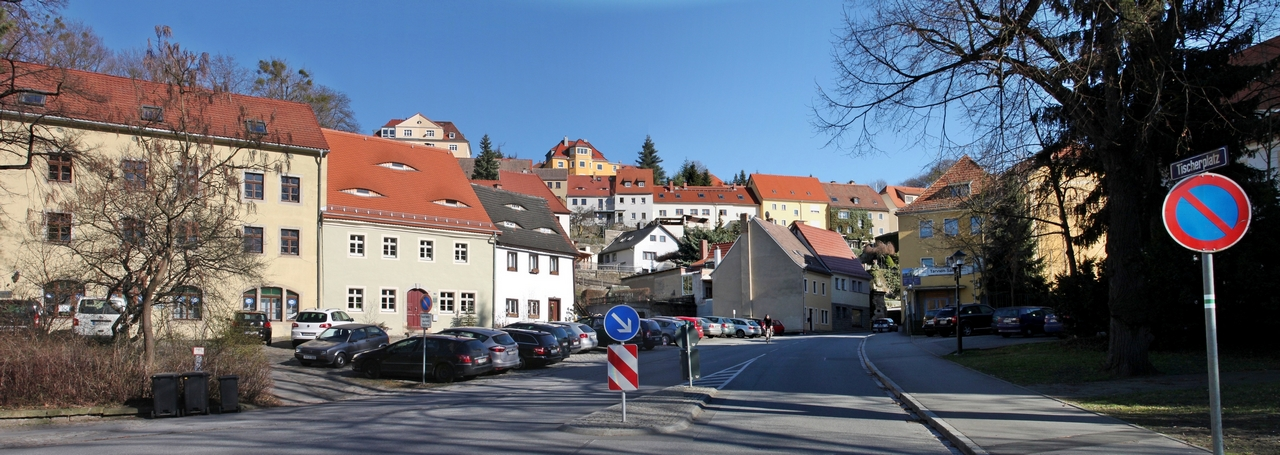
Blick über den Tischerplatz der Obertorvorstadt, im Hintergrund sind die Häuser der Hausberggemeinde zu sehen

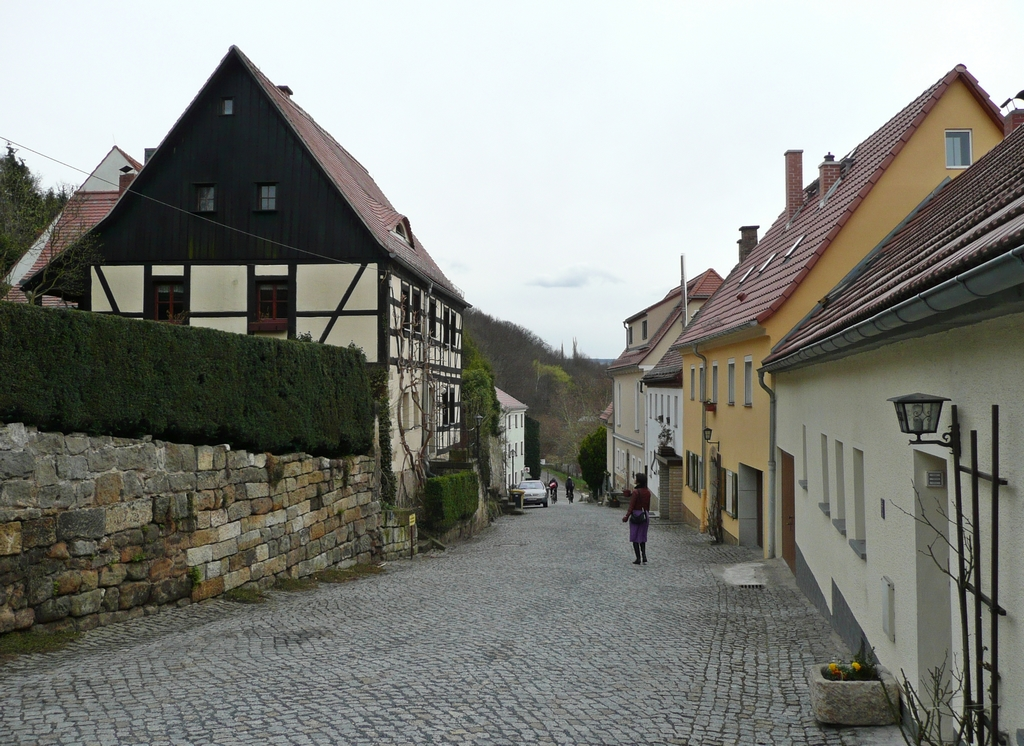
Häuser der Hausbergsiedlung an der steil zum Sonnenstein führenden Hausbergstraße

## Geographie
Zentrum der Hausberggemeinde war die heutige Straße „Am Hausberg“. Die Hausbergsiedlung liegt unmittelbar südöstlich der Pirnaer Altstadt am Steilhang unterhalb von Schloss Sonnenstein. Hinab zur westlich benachbarten, alten Pirnaer Obertorvorstadt führen die Schaftreppe und die heute nicht mehr durchgängig begehbare Amtstreppe. Oberhalb der Straße „Am Hausberg“ steigt die Bundesstraße 172 aus dem Elbtalkessel auf die Hochfläche im Osten Pirnas.

## Geschichte
Der Name Hausberg bezieht sich auf das unmittelbar vor den Toren Pirnas gelegene Felsplateau, auf dem Schloss Sonnenstein steht. Bereits 1415 wurde „ein gartin uff Hawsberge vor dem slosse gelegin“ genannt, als Albrecht von Colditz ein Vorwerk an den Pirnaer Bürger Herm. Seiler verkaufte. Aus dem Jahr 1423 ist die Bezeichnung „Hawsborn“ belegt, 1452 waren „ecker uff dem Hußberge gelegen“. Die Häusergruppe im Weichbild der Stadt Pirna entstand entlang der steil ansteigenden Straße hinauf zum Sonnenstein und weiter in Richtung Königstein (Sächsische Schweiz). 

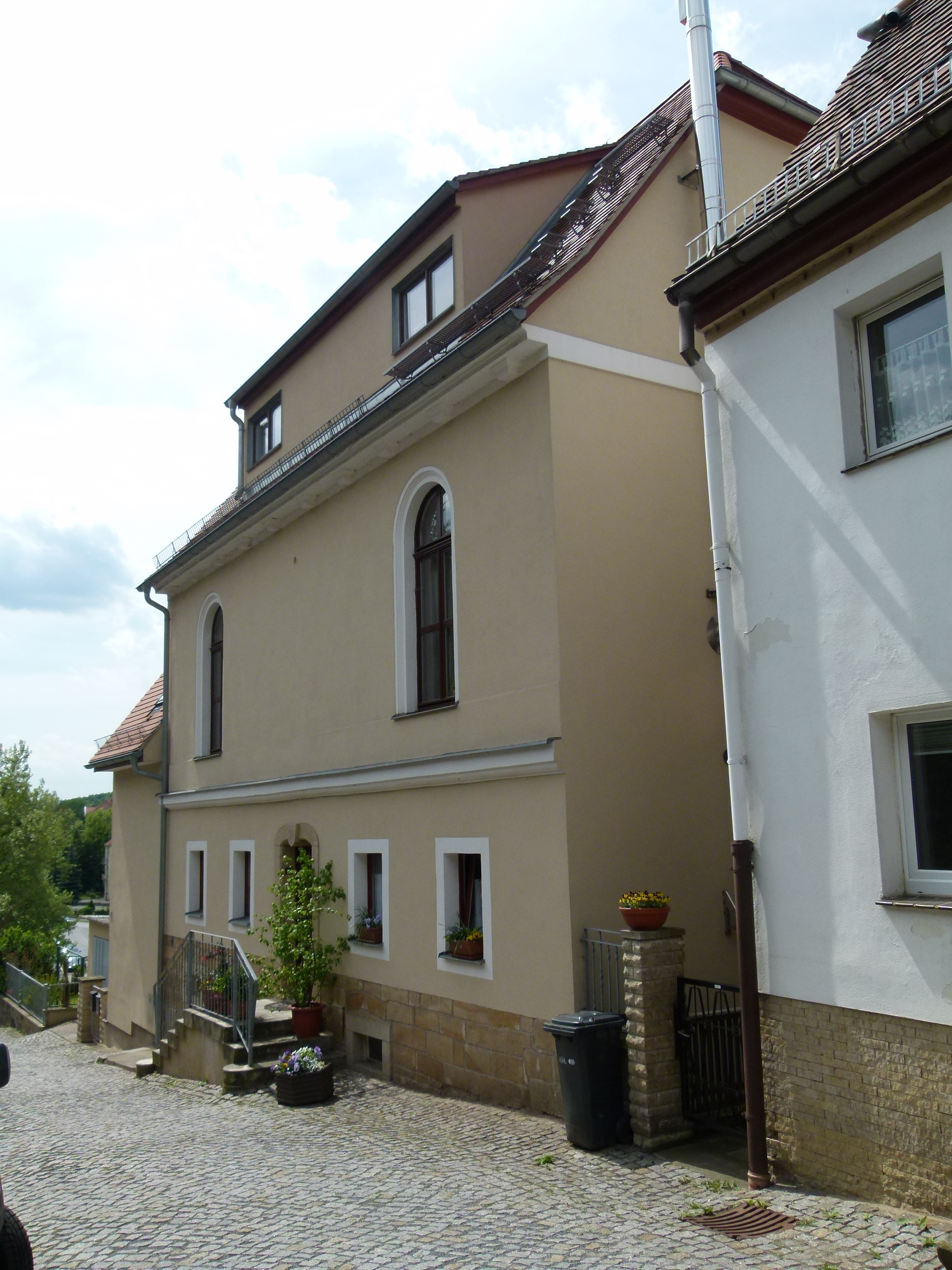
Ehemalige Kapelle der Hausberggemeinde, Am Hausberg 1

Im Jahr 1609 gab es am Hausberg 20 besessene Mann und acht Hausgenossen. Als der Ort 1764 ein Amtsdorf des Amtes Pirna war, lebten dort 25 Häusler. Im Jahr 1791 war für die damalige Amtsgemeinde die Schreibweise „Haußberg“ in Gebrauch. Der Flecken Hausberg hatte 1834 genau 227 Einwohner. Davon waren 14 katholischen Glaubens. In der Alten Kapelle am Hausberg fand der erste Gottesdienst der 1823 neugegründeten Katholischen Gemeinde von Pirna statt. Am 11. Juli 1823 wurde das Gebäude, das die katholische Gemeinde zuvor erworben und zu Kapelle und Schule ausgebaut hatte, in Gegenwart des Prinzen Maximilian von Sachsen durch Bischof Mauermann feierlich geweiht. Gemeinde und Schule verblieben am Hausberg bis zu ihrem Umzug 1868/69 an die Albertstraße (heute Dr. Wilhelm-Külz-Straße).
Im Jahr 1850 erfolgte die Eingemeindung der Vorstadt am Hausberg. Dies brachte Pirna einen kaum merklichen Einwohnerzuwachs von 237 Personen. Bis 1875 wuchs diese Zahl auf 295 an. Grund für diese relativ geringe Steigerung war die räumliche Enge an dem Berghang und fehlende Erweiterungsmöglichkeiten.
1856 wurde die Schaftreppe – die bis dahin nur eine Verbindung zwischen den heutigen Straßen Am Hausberg und Bergstraße war – bergauf erweitert. Die heutige Schandauer Straße existierte zu diesem Zeitpunkt noch nicht. Bis zum Neubau der heutigen Schandauer Straße im Jahr 1902 blieb die steile und deswegen für Fuhrwerke und Fußgänger gefährliche Hausbergstraße die einzige Verbindung von Pirna zum Sonnenstein.

## Heutige Situation

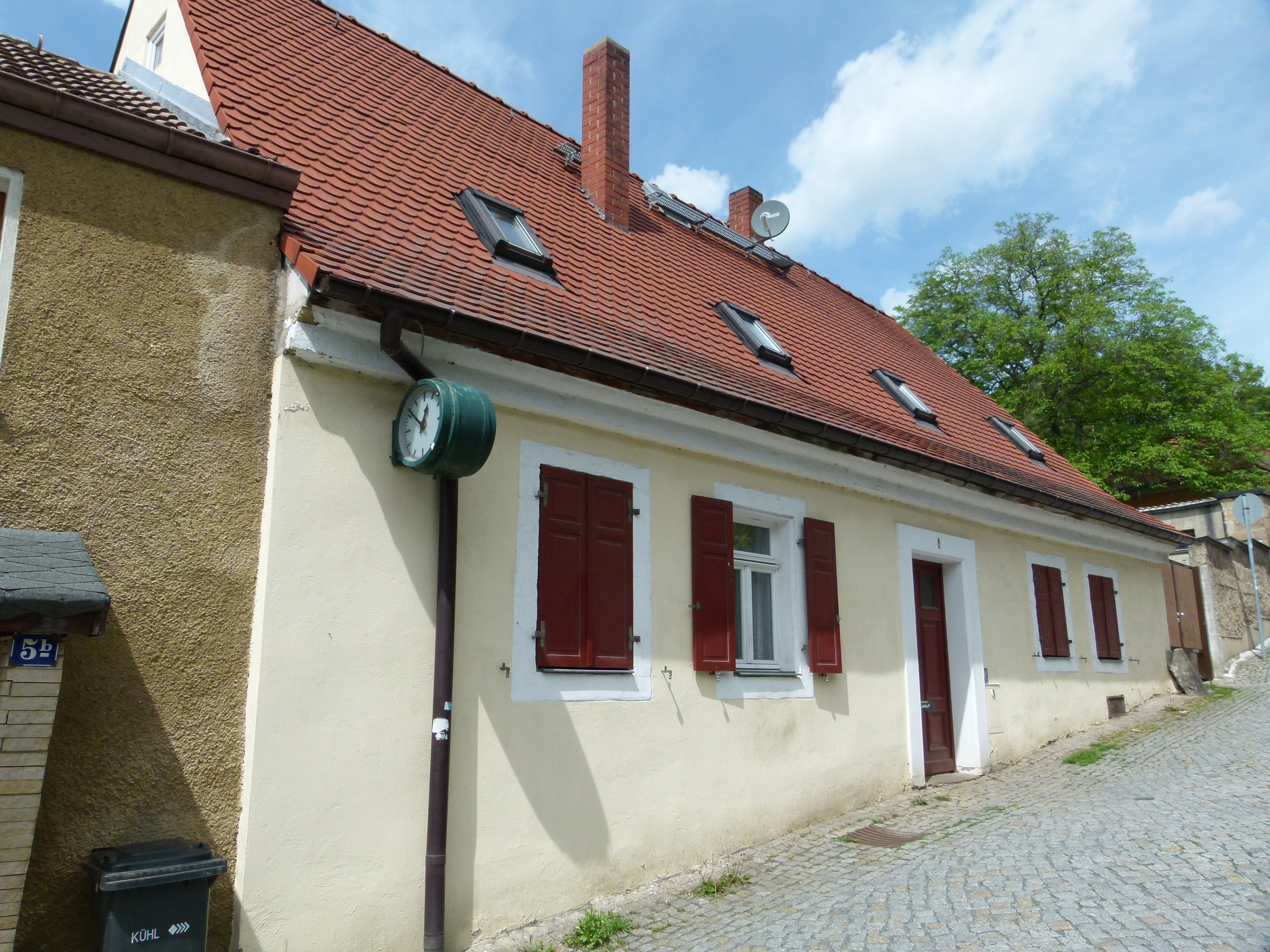
Wohnhaus mit der Bahnhofsuhr, Am Hausberg 6

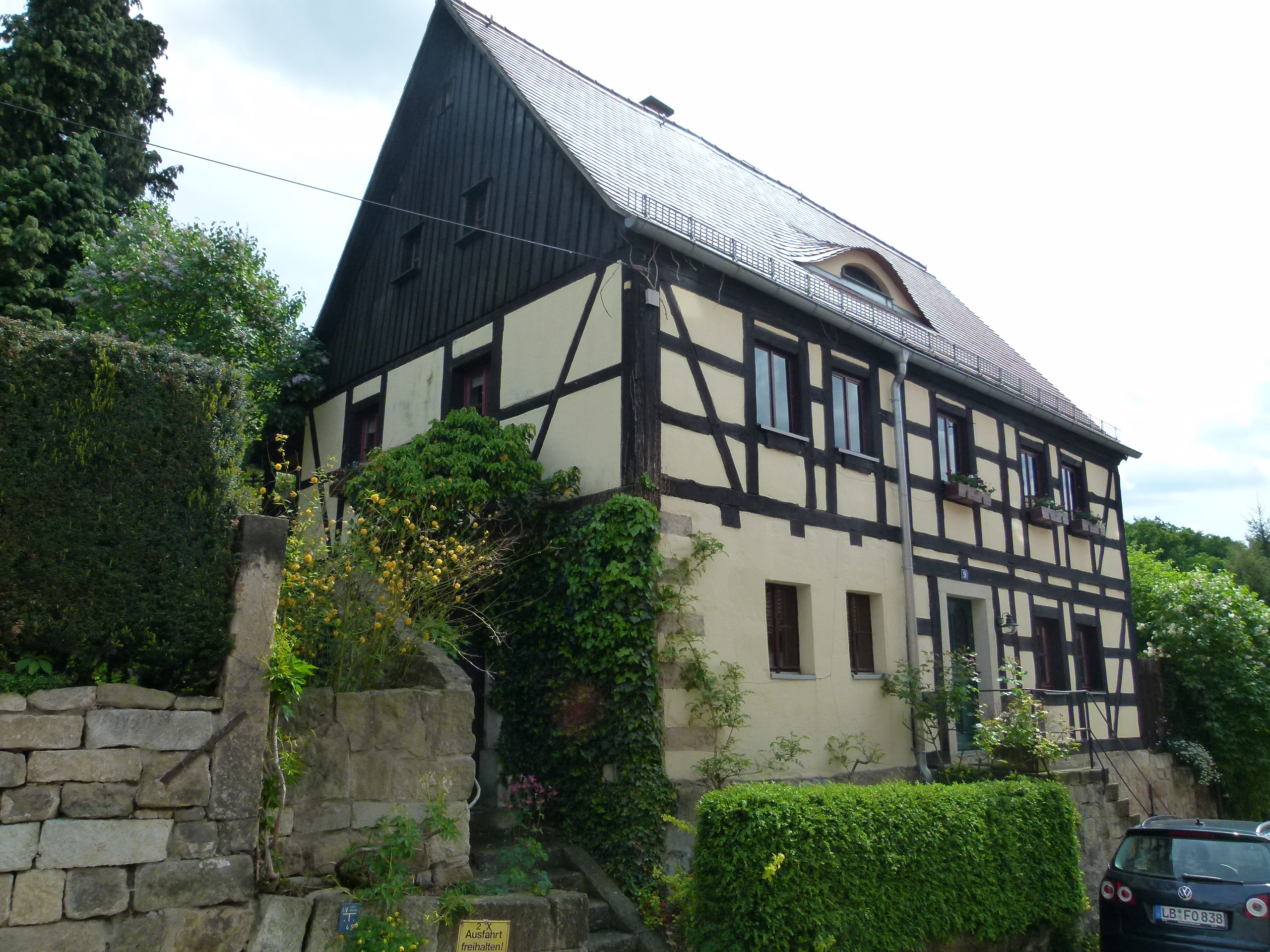
Fachwerkhaus, Am Hausberg 9

Die alte Kapelle (Gebäude Am Hausberg 1) dient heute – wie alle anderen Häuser am Hausberg – als Wohnhaus. Der Hausberg ist durch die Aufstellung von Steckpollern am oberen Ende der Straße heute eine Sackgasse. Für zweirädrige Fahrzeuge ist er allerdings nach wie vor durchgängig befahrbar. Die Schaftreppe wurde von September 2010 bis April 2011 für 270.000 Euro umfangreich saniert. Seit 1956 ist die Amtstreppe aufgrund baulicher Mängel teilweise für den öffentlichen Verkehr gesperrt. Sie kann heute vom Hausberg aus nicht mehr begangen werden und dient im unteren Teilbereich für Anwohner als Zugang zur Bergstraße. Am 26. April 2012 wurden die Terrassengärten am Pirnaer Schlossberghang eröffnet und der Öffentlichkeit übergeben. Seither verbindet ein im oberen Teil des Hausberges, unmittelbar an der Schlossmauer abzweigender Weg den Hausberg mit den Terrassengärten. Über die Schlosstreppe verbindet dieser Weg den Hausberg auch mit der historischen Altstadt im Stadtzentrum Pirnas. Neben der alten Kapelle sind ein altes Fachwerkhaus (Am Hausberg 9) und ein Wohnhaus mit einer ehemaligen Bahnhofsuhr (Am Hausberg 6) besondere Wahrzeichen des heutigen Hausberges.